# Siglo XXIII a. C.
El siglo XXIII antes de Cristo comenzó el 1 de enero de 2300 a. C. y terminó el 31 de diciembre de 2201 a. C.

## Acontecimientos
- 2300 a. C.: 
  - En el norte de Europa se empiezan a utilizar metales.
  - En la península ibérica se desarrolla el Calcolítico Pleno: el vaso campaniforme.[1]
  - Esplendor de Troya (en la actual Turquía).
  - Los acadios abandonan su escritura desconocida y adoptan la cuneiforme de los sumerios conquistados antes.
  - Se inicia la Cultura de Unetice.
  - Tablillas de carácter cuneiforme contienen letras de canciones interpretadas por sacerdotisas de Mesopotamia.[2]
- 2222 o 2221 a. C.: en la provincia de Shanxi (China), unos 200 km al noroeste de la actual ciudad de Xian, se registra un terremoto de 5,5 grados en la escala sismológica de Richter. Se desconoce el número de víctimas.
- 2218 a. C.: en la actual Irak, la tribu guti conquista Acad.
- 2216-2210 a. C.: Utukhengal, rey de Uruk, logra expulsar a los invasores del norte de Mesopotamia, haciendo renacer el Imperio sumerio.[2]
- 2205 a. C.: en China comienza la dinastía Xia.
- 2200 a. C.: en Bubastis (actual Tell Basta, en Egipto) sucede un terremoto con corrimiento de tierras (descubierto y fechado mediante análisis arqueológico).

## Personajes relevantes
- 2279 a. C.: muere el rey Sargón I (n. 2334 a. C., según la cronología mesopotámica).
- 2279 a. C.: muere el faraón Merenra I